# Le Grand Rasage

Le Grand Rasage (The Big Shave) est un court métrage américain réalisé par Martin Scorsese. Tourné en couleur à New York en 1967, il dure un peu plus de cinq minutes (5 min 34 s) sur fond d'une chanson de jazz de 1937 de Bunny Berigan, I Can't Get Started.
Il met en scène un jeune homme (interprété par Peter Bernuth) arrivant dans une salle de bains. Il se rase le visage avec un rasoir à lame unique dit « de sécurité » mais se coupe de plus en plus, provoquant des saignements abondants au point de remplir le lavabo.
Symbole d'autodestruction, le court-métrage se veut une critique de la guerre du Viêt Nam qui battait son plein à l'époque du tournage ; le crédit de fin se termine par la mention « Viet '67 ». Cependant, Scorsese déclarera plus tard que son intention avait été de mettre en scène une vision personnelle et intime de la mort, réfutant la dimension politique qu'il avait voulu donner au court métrage lors de sa réalisation : « Consciemment, ce film était un cri de colère contre la guerre [du Viêt Nam]. Mais je pense qu'en vérité quelque chose d'autre se passait en moi qui n'avait rien à voir avec la guerre. C'était une très mauvaise période de ma vie, une très mauvaise période. »

## Récompense
- Prix de l'Âge d'or 1967